# 戦闘機一覧
戦闘機一覧（せんとうきいちらん）は、各国で開発された戦闘機を国別に一覧でまとめた物である。

## 凡例
- 本稿は全ての戦闘機を網羅した物ではない。
- 複数国が運用した戦闘機については開発国の項に記載した。
- 戦闘攻撃機・戦闘爆撃機についても取り上げた。
- 愛称が存在する物については横に併記した。

## 第一次世界大戦期の戦闘機

### ドイツ帝国
- フォッカー E.III
- フォッカー Dr.I
- フォッカー D.II
- フォッカー D.VI
- フォッカー D.VII
- フォッカー D.VIII
- ファルツ E
- ファルツ D.III
- ファルツ D.XII
- アルバトロス D.I
- アルバトロス D.II
- アルバトロス D.III
- アルバトロス D.V
- アルバトロス W.4
- ジーメンス・シュッケルト D.III/IV
- ハルバーシュタット D
- ハンザ・ブランデンブルク KDW
- ハンザ・ブランデンブルク W.12
- ハンザ・ブランデンブルク W.29
- ユンカース D.I
- ローランド D.II
- ルンプラー 6B1
- ルンプラー 8D1

### オーストリア・ハンガリー帝国
- アビアテック D.I
- フェーニクス D.II

### イギリス
- ヴィッカース F.B.5
- エアコー DH.2
- ソッピース パップ
- ソッピース トライプレーン
- ソッピース キャメル
- ソッピース スナイプ
- RAF F.E.2
- RAF S.E.5
- ブリストル F.2 ファイター

### フランス
- アンリオ HD.1
- ニューポール 11 / 16 / 17 / 21 / 23 / 24 / 27 / 28
- モラーヌ・ソルニエ L / N
- SPAD VII / XII / XIII

### ロシア帝国
- シコールスキイ S.XVI

## 戦間期の戦闘機

### 大日本帝国
陸軍
- 九一式戦闘機
- 九二式戦闘機
  - キ5
  - キ8
  - キ11
  - キ12
- キ10 九五式戦闘機
  - キ18
- キ27 九七式戦闘機
  - キ28
  - キ33
  - キ45

海軍
- 一〇式艦上戦闘機
- A1N 三式艦上戦闘機
- A2N 九〇式艦上戦闘機
- A3N 九〇式練習戦闘機
- A4N 九五式艦上戦闘機
- A5M 九六式艦上戦闘機
- 試作機
  - A3M/N 七試艦上戦闘機
  - 八試複座戦闘機
  - 九試単座戦闘機

### ドイツ第三帝国
- アラド Ar 65
- ハインケル He 51
- アラド Ar 68
- アラド Ar 80
- メッサーシュミット Bf 109
- ハインケル He 112
- フォッケウルフ Fw 159

### イギリス
空軍 (RAF)
- ブリストル ブルドッグ
- グロスター ゴーントレット
- グロスター グラディエーター
- ホーカー デモン
- ホーカー フューリー
- ホーカー ウッドコック
- マーチンベイカー M.B.2
- スピットファイア

海軍 (FAA)
- ホーカー ニムロッド
- ホーカー アスプリー
- グロスター シーグラディエーター

### アメリカ
陸軍
- ヴァーヴィル VCP
- カーチス P-1 ホーク
- カーチス P-6 ホーク
- ボーイング P-12
- ボーイング P-26 ピーシューター
- セバスキー P-35
- カーチス P-36 ホーク
- カーチス・ライト CW-21 デモン
- ベル XFM-1/YFM-1 エアラクーダ

海軍
- カーチス F7C シーホーク
- ボーイング F2B
- ボーイング F4B
- ボーイング XF6B（試作のみ）
- グラマン F3F

### ソビエト連邦
- ポリカールポフ I-1
- グリゴローヴィチ I-2
- ポリカールポフ I-3
- ツポレフ I-4
- ポリカールポフ I-5
- ポリカールポフ I-Z
- ポリカールポフ I-15チャーイカ
- ポリカールポフ I-152（I-15bisとも）
- ポリカールポフ I-153 チャーイカ
- ポリカールポフ I-16

### フランス
- コードロン CR.714 (航空機)
- ドボアチン D.373
- ドボアチン D.500 / D.501 / D.510
- ブロッシュ MB.150 / 151 / 152
- モラーヌ・ソルニエ MS.225
- モラーヌ・ソルニエ MS.405 / 406 / 410
- ニューポール・ドラージュ NiD.29
- ニューポール・ドラージュ NiD.62
- ポテ（ポテーズ） 630 / 631

### イタリア
- フィアット CR.20
- フィアット CR.32
- フィアット G.50 フレッチア
- マッキ MC.200サエッタ
- カプロニ ヴィッツォーラ F.5

### オランダ
- フォッカー D.XVII
- フォッカー D.XXI
- フォッカー G.I
- コールホーフェン F.K.58
- フォッカー D.XXIII

### ポーランド
- PZL P.7
- PZL P.11
- PZL P.24
- PZL P.50
- PWS PWS-24

### チェコスロバキア
- アエロ A.18
- シュコダ D.1
- レトフ S.20
- レトフ S.231
- アヴィア BH-3
- アヴィア BH-33
- アヴィア B.21(BH-21)
- アヴィア B-534
- アヴィア B-35

### スウェーデン
- スベンスカ ヤクトファルク

## 第二次世界大戦期の戦闘機

### 大日本帝国
陸軍
- キ43 一式戦闘機「隼」
- キ44 二式単座戦闘機「鍾馗」
- キ45改 二式複座戦闘機「屠龍」
  - キ60 試作戦闘機
- キ61 三式戦闘機「飛燕」
  - キ64 試作高速戦闘機
  - キ83 試作遠距離戦闘機
- キ84 四式戦闘機「疾風」
  - キ87 試作高高度戦闘機
  - キ88 試作局地戦闘機
  - キ94 試作高高度戦闘機
  - キ96 試作双発戦闘機
  - キ98 試作高高度戦闘機
- キ100 五式戦闘機
  - キ102 試作戦闘機/襲撃機（五式複座戦闘機）
  - キ108 試作高高度戦闘機
- キ108改 試作高高度戦闘機
  - キ109 試作特殊防空戦闘機
- キ201 試作戦闘爆撃機「火龍」
  - キ98 試作高高度戦闘機

海軍
- A6M 零式艦上戦闘機
- A6M2-N 二式水上戦闘機
- J1N 夜間戦闘機「月光」
- J2M 局地戦闘機「雷電」
- N1K 水上戦闘機「強風」
- N1K1-J 局地戦闘機「紫電」
- N1K2-J 局地戦闘機「紫電改」
- 試作機
  - A7M 十七試艦上戦闘機「烈風」
  - J3K 十七試陸上戦闘機（計画中止、陣風の原設計）
  - J4M 十七試局地戦闘機「閃電」
  - J5N 十八試局地戦闘機「天雷」
  - J6K 十八試甲戦闘機「陣風」
  - J7W 十八試局地戦闘機「震電」
  - S1A 十八試丙夜間戦闘機「電光」
  - P1Y2-S 夜間戦闘機「極光」（仮称：銀河二六型）
  - P1Y1-S 夜間戦闘機「白光」（仮称：銀河二一型、銀河（夜戦型）の中島飛行機発注製作分を白光と称した）
  - 試製橘花改 皇国二号兵器「橘花」
- その他試作計画を伝えられる海軍戦闘機。試作機名称は判明しているが詳細は不詳の機体（出典：荻原四郎編・『日本軍用機三面図集"海軍機編"』(株)鳳文書林、1962年刊205頁）
  - 局地戦闘機：迅電、飛電、栄電、彩電
  - 甲戦闘機：陸風、春風、旋風、寒風
  - 夜間戦闘機：紫光、緑光、翔光、閃光、旭光、陣月、弦月

陸海軍共同
- 試作機
  - キ200/J8M 十九試局地戦闘機「秋水」

### ナチス・ドイツ
- メッサーシュミット Bf 109
- メッサーシュミット Bf 110
- メッサーシュミット Me 163 コメート
- メッサーシュミット Me 210/410 ホルニッセ
- メッサーシュミット Me 310
- メッサーシュミット Me 262 シュヴァルベ
- メッサーシュミット Me 263
- フォッケウルフ Fw 187
- フォッケウルフ Fw 190 ヴュルガー
- フォッケウルフ Ta 152
- フォッケウルフ Ta 154
- フォッケウルフ Ta 183
- ブローム・ウント・フォス BV 40
- ブローム・ウント・フォス BV 155
- ドルニエ Do 17Z カウツ
- ドルニエ Do 215B カウツ
- ドルニエ Do 217（J・N型）
- ドルニエ Do 335 プファイル
- ハインケル He 100
- ハインケル He 162 ザラマンダー
- ハインケル He 219 ウーフー
- ハインケル He 280
- ユンカース Ju 88（C・R・G型）
- メッサーシュミット Me 209
- メッサーシュミット Me 309
- アラド Ar 197
- アラド Ar 240
- ホルテン Ho 229
- バッヘム Ba 349

### イタリア
- フィアット CR.42 ファルコ
- フィアット G.55/56 チェンタウロ
- マッキ MC.200 サエッタ
- マッキ MC.202 フォルゴーレ
- マッキ MC.205 ベルトロ
- レジアーネ Re.2000 ファルコ
- レジアーネ Re.2001 アリエテ I
- レジアーネ Re.2002 アリエテ II
- レジアーネ Re.2005 サジッタリオ
- アンブロシーニSAI.207
- メリディオナリRo.57
- ブレダ Ba.27
- カプロニ ヴィッツォーラ F.4
- カプロニ ヴィッツォーラ F.6

### フィンランド
- VL ミルスキ
- VL ピョレミルスキ

### ルーマニア
- IAR-80
- IAR-81

### アメリカ
陸軍航空隊（後に陸軍航空軍）
- ロッキード P-38 ライトニング
- ベル P-39 エアラコブラ
- カーチス P-40 キティホーク/トマホーク/ウォーホーク
- リパブリック P-43 ランサー
- リパブリック P-47 サンダーボルト
- ロッキード XP-49
- グラマン XP-50
- ノースアメリカン P-51 マスタング
- ヴァルティーXP-54 スウースグース
- カーチス XP-55 アセンダー
- ノースロップ XP-56 ブラックバレット
- タッカー XP-57 - 計画のみ
- ベル P-59 エアラコメット
- カーチス XP-60
- ノースロップ P-61 ブラックウィドウ
- カーチス XP-62
- ベル P-63 キングコブラ
- ノースアメリカン P-64
- ヴァルティーP-66 バンガード
- マクダネル XP-67 バット
- リパブリック XP-69
- ダグラス P-70
- カーチス XP-71
- リパブリック XP-72
- フィッシャー P-75 イーグル
- ベル XP-77

海軍
- ベル XFL エアラボニータ
- ブルースター F2A バッファロー
- ヴォート F4U コルセア
- グラマン F4F ワイルドキャット
- グラマン F6F ヘルキャット
- グラマン F7F タイガーキャット
- グラマン F8F ベアキャット
- ボーイング F8B - 試作のみ
- カーチス F14C - 試作のみ
- グッドイヤー F2G - 試作のみ
- グラマン XF5F スカイロケット - 試作のみ
- ヴォート XF5U フライングフラップジャック - 試作のみ
- カーチス XF15C - 試作のみ

### イギリス
空軍 (RAF)
- ウェストランド ホワールウィンド
- ウェストランド ウェルキン
- ブリストル ブレニム
- ブリストル ボーファイター
- ボールトンポール デファイアント
- スーパーマリン スピットファイア
- ホーカー ハリケーン
- ホーカー タイフーン
- ホーカー テンペスト
- ホーカー ホットスパー
- ホーカー トーネード
- ビッカース 432
- デ・ハビランド モスキート
- グロスター ミーティア

海軍 (FAA)
- スーパーマリン シーファイア
- ホーカー シーハリケーン
- ブラックバーン ロック
- ブラックバーン ファイアブランド
- フェアリー フルマー
- フェアリー ファイアフライ

### ソビエト連邦
- ミコヤン・グレビッチ MiG-1
- ミコヤン・グレビッチ MiG-3
- ヤコヴレフ Yak-1
- ヤコヴレフ Yak-3
- ヤコヴレフ Yak-7
- ヤコヴレフ Yak-9
- ラーヴォチュキン・ゴルブノーフ・グトコーフ LaGG-1
- ラーヴォチュキン・ゴルブノーフ・グトコーフ LaGG-3
- ラーヴォチュキン La-5
- ラーヴォチュキン La-7
- ペトリャコーフ/ミャスィーシチェフ Pe-3
- ポリカールポフ I-17
- ポリカールポフ I-180
- ポリカールポフ I-185
- ポリカールポフ I-190

### ラトビア
- VEF(イルビティス) I-16
- VEF(イルビティス) I-19

### フランス
- ドボアチン D.520
- アルセナル VG.33/39
- ブロシュMB.151/152/155/157
- コードロン CR.714

### チェコスロヴァキア
- アヴィア B.135

### ユーゴスラビア
- イカルス / ロゴジャルスキ IK-3

### オーストラリア
- コモンウェルス CA-12 ブーメラン

### スウェーデン
- サーブ 21
- FFVS J22

## 冷戦初期（大戦終結 - 朝鮮戦争）の戦闘機

### アメリカ
空軍
- ノースロップ XP-79（試作のみ）
- ロッキード F-80(P-80) シューティングスター
- コンベア XP-81（試作のみ）
- ノースアメリカン F-82(P-82) ツインムスタング
- ベル XP-83（試作のみ）
- リパブリック F-84 サンダージェット/サンダーストリーク
- マクドネル XF-85 ゴブリン（試作のみ）
- ノースアメリカン F-86 セイバー
- カーチス XF-87(試作のみ)
- マクドネル XF-88（試作のみ）
- ノースロップ F-89 スコーピオン
- ロッキード XF-90（試作のみ）
- リパブリック XF-91 サンダーセプター（試作のみ）
- コンベア XF-92（試作のみ）
- ノースアメリカン YF-93（試作のみ）
- ロッキード F-94 スターファイア

海軍
- ライアン FR ファイアボール
- マクドネル FH ファントム
- ノースアメリカン FJ(F-1) フューリー
- マクドネル F2H(F-2) バンシー
- コンヴェア FY ポゴ（試作のみ）
- コンヴェア F2Y(F-7) シーダート（試作のみ）
- ダグラス F3D(F-10) スカイナイト
- マクドネル F3H(F-3) デーモン
- ダグラス F4D(F-6) スカイレイ
- ダグラス F5D スカイランサー （試作のみ）
- チャンスヴォート F6U パイレート
- チャンスヴォート F7U カットラス
- グラマン F9F(F-9) パンサー/クーガー
- グラマンXF10F ジャガー （試作のみ）

### イギリス
空軍 (RAF)
- スーパーマリン スパイトフル
- スーパーマリン スイフト
- デ・ハビランド ホーネット
- デ・ハビランド バンパイア
- デ・ハビランド ベノム
- ホーカー ハンター
- グロスター ジャベリン
- サンダース・ロー SR.A/1

海軍 (FAA)
- ホーカー シーフューリー
- スーパーマリン シーファング
- スーパーマリン アタッカー
- デ・ハビランド シーホーネット
- デ・ハビランド シーバンパイア
- デ・ハビランド シーベノム
- ホーカー シーホーク

### カナダ
- アブロ・カナダ CF-100 カナック

### フランス
- ダッソー MD450 ウーラガン
- ダッソー MD452 ミステール
- シュド・ウェスト SO4050 ボートゥール
- シュド・エスト SE5000 バルデュール
- シュド・ウェスト SO9000/9050トリダン

### イタリア
- フィアット G.59

### ソビエト連邦
- ラヴォチキン La-9
- ラヴォチキン La-11
- ラヴォチキン La-15
- ミコヤン・グレビッチ MiG-9
- ミコヤン・グレビッチ MiG-15
- ヤコヴレフ Yak-9P
- ヤコヴレフ Yak-15
- ヤコヴレフ Yak-17
- ヤコヴレフ Yak-23

### ユーゴスラビア
- S-49

### スウェーデン
- サーブ 29 トゥンナン

### アルゼンチン
- カルチーン
- プルキー I
- プルキー II

## 冷戦前期（ベトナム戦争以前）の戦闘機

### アメリカ
空軍
- ノースアメリカン F-100 スーパーセイバー
- マクドネル F-101 ヴードゥー
- コンヴェア F-102 デルタダガー
- リパブリック XF-103 サンダーウォーリア - 計画のみ
- ロッキード F-104 スターファイター
- リパブリック F-105 サンダーチーフ
- コンヴェア F-106 デルタダート
- ノースアメリカン F-107 （試作のみ）
- ノースアメリカン XF-108 レイピア -計画のみ
- ベル D-188A -計画のみ
- マクドネル F-110 スペクター
- ジェネラルダイナミックス F-111 アードヴァーク
- ロッキード YF-12

海軍
- ダグラス F6D ミサイリアー -計画のみ
- マクドネル F-4 ファントムII
- チャンスヴォート F-8(F8U) クルセイダー
- グラマン F11F(F-11) タイガー

輸出用
- ノースロップ F-5 フリーダムファイター/タイガーII

### イギリス
- サンダース・ロー SR.53
- フォーランド ナット ※イギリス本国では練習機として使用
- デ・ハビランド シービクセン
- イングリッシュ・エレクトリック ライトニング
- ホーカー・シドレー ハリアー

### カナダ
- アブロ・カナダ CF-105 アロー（試作のみ）

### フランス
- ダッソー シュペルミステール
- ダッソー ミラージュIII
- ダッソー ミラージュ5/50

### イタリア
- フィアット（アエリタリア） G.91

### イスラエル
- ネシェル

### ソビエト連邦
- ミコヤン・グレビッチ MiG-17
- ミコヤン・グレビッチ MiG-19
- ミコヤン・グレビッチ MiG-21
- スホーイ Su-9
- スホーイ Su-11
- ヤコヴレフ Yak-25
- ヤコヴレフ Yak-28
- ツポレフ Tu-128

### ユーゴスラビア
- J-1 ヤーストレブ

### 中華人民共和国
- 瀋陽 殲撃5
- 瀋陽 殲撃6
- 成都 殲撃7
- 南昌 殲撃12

### スウェーデン
- サーブ 32 ランセン
- サーブ 35 ドラケン

### インド
- HAL マルート
- HAL アジート

## 冷戦後半（ベトナム戦争以後）の戦闘機

### アメリカ
空軍
- マクダネル・ダグラス F-15 イーグル
- ゼネラル・ダイナミクス F-16 ファイティングファルコン
- マクダネル・ダグラス YF-17（試作のみ）
- ノースロップ F-20 タイガーシャーク（輸出用、試作のみ）

海軍
- グラマン F-14 トムキャット
- マクダネル・ダグラス F/A-18 ホーネット

海兵隊
- マクダネル・ダグラス ハリアー II

### イギリス
- パナビア トーネード ADV

### フランス
- ダッソー ミラージュF1
- ダッソー ミラージュ2000

### 日本
- 三菱 F-1
- 三菱 F-15J/DJ (アメリカのF-15ライセンス生産型)

### イスラエル
- ネシェル
- クフィル

### 台湾（米国と共同開発）
- F-CK-1 経国（チンクオ）

### 南アフリカ（イスラエルと共同開発）
- チーター

### チリ（イスラエルと共同開発）
- パンテーラ
- エルカン

### アルゼンチン（イスラエルと共同開発）
- ダガー/フィンガー
- マラー

### スウェーデン
- サーブ 37 ビゲン

### ソビエト連邦
- ミコヤン・グレビッチ MiG-23
- ミコヤン・グレビッチ MiG-25
- ミコヤン・グレビッチ MiG-27
- ミコヤン・グレビッチ MiG-29
- ミコヤン・グレビッチ MiG-31
- スホーイ Su-15
- スホーイ Su-17/20/22
- スホーイ Su-24
- スホーイ Su-27
- ヤコヴレフ Yak-38
- ヤコヴレフ Yak-141

### ルーマニア
- IAR-93 ヴルトゥール（ユーゴスラヴィアと共同開発）
- IAR-99 ショイム

### ユーゴスラビア
- J-22 オラオ（ルーマニアと共同開発）

### 中華人民共和国
- 瀋陽 殲撃8 “フィンバック”
- 瀋陽 殲撃8II “フィンバック”
- 成都 殲撃9
- 瀋陽 殲撃13
- 西安 殲轟7 “フラウンダー”

## 冷戦終結から21世紀の戦闘機

### アメリカ
- ボーイング F-15E ストライクイーグル
- ボーイングF-15SE サイレントイーグル(計画のみ)
- ボーイングF-15EX イーグルⅡ
- ゼネラル・ダイナミクス F-16XL(試作のみ)
- ボーイング F/A-18E/F スーパーホーネット
- ロッキード・マーティンF-22 ラプター
- ノースロップ YF-23 ブラック・ウィドウ II(試作のみ)
- ロッキード・マーティンFB-22 ストライクラプター (中止)
- ボーイング X-32(試作のみ)
- ロッキード・マーティン F-35 ライトニングII
- ボーイングF-47

### ロシア
- ミグ 1.44 MFI
- ミグ MiG-35
- スホーイ Su-30
- スホーイ Su-33
- スホーイ Su-34
- スホーイ Su-35 (Su-27M)
- スホーイ Su-35 (Su-35BM)
- スホーイ Su-37 テルミナートル
- スホーイ Su-47 べルクト
- スホーイ Su-57

### 日本
- 三菱 F-2[1]
- 三菱 F-2後継機[2]

### イギリス
- BAEシステムズ テンペスト[3]

### フランス
- ダッソー ラファール

### ヨーロッパ共同開発
- ユーロファイター タイフーン

### フランス・ドイツ・スペイン
- ダッソー他 FCAS[3]

### スウェーデン
- サーブ 39 グリペン

### トルコ
- トルコ航空宇宙産業 TFX[3]

### 中華人民共和国
- 成都 FC-1(JF-17) 梟龍/サンダー
- 成都 殲撃10 猛龍/ヴィゴラス・ドラゴン
- 瀋陽 殲撃11
- 瀋陽J-15
- 瀋陽J-16
- 成都 J-20
- 瀋陽 J-31

### インド
- ADA テジャス

### イラン
- HESA サーエゲ
- HESA アザラフシュ

### 大韓民国
- KAI KF-21 ポラメ [4]